# БГ воз
БГ воз је систем градске железнице у Београду која функционише у оквиру интегрисаног тарифног система и део је интегрисаног система наплате „Београд плус”. Представља својеврсну комбинацију немачко-аустријских Ес и француских РЕР железница, у смислу да представља својеврсни амалгам градског и приградског саобраћаја. Тренутно има четири линије. Изникао је из система Беовоз, који је извесно време наставио да функционише независно у оквиру Железница Србије, али је потом укинут.

У почетну фазу развоја БГ воза уложено је око 10 милиона евра

## Линије

### Прва
Од 2010. до 2018. године, систем је имао свега једну линију, која је више пута проширивана.
Она је почела да функционише на релацији Нови Београд—Панчевачки мост 1. септембра 2010. године. 15. априла 2011. линија је са једне стране продужена до Батајнице, а 13. децембра 2016. са друге стране до Овче
Станице прве линије су:
- Батајница
- Камендин
- Земун Поље
- Алтина
- Земун
- Тошин бунар
- Нови Београд
- Београд центар
- Карађорђев парк
- Вуков споменик
- Панчевачки мост
- Крњача мост
- Крњача
- Себеш
- Овча

Поједини поласци саобраћају на релацији Овча—Београд центар, Овча—Земун, Батајница—Београд центар
Када је почела изградња брзе пруге Београд—Будимпешта, 25. јула 2018. године је спуштен такт прве линије на 60 минута, јер се у првој фази реконструишу пруга и стајалишта између станице Београд центар и Земун, а у другој између Земуна и Батајнице.

### Друга
Од почетних најава покретања друге линије, до данашњице, неколико пута је мењан план за њено простирање.
Ка дефинитивној реализацији плана за покретање ове линије се кренуло у јануару 2017. године, када је потписан уговор за неопходне радове реконструкцији пруге од тзв. „Распутнице Г” у Кошутњаку до Ресника са кинеском компанијом „Ц ЦЕЦ Ц”.
Радови су званично отпочели 30. марта 2017. године.
Када су радови приведени крају, линија је пуштена у рад у 13. априла 2018. године на релацији Ресник—Београд центар, а измењена 25. јула 2018. на тренутну трасу Ресник—Овча
Стајалишта друге линије су:
- Ресник
- Кијево
- Кнежевац
- Раковица

- Карађорђев парк
- Вуков споменик
- Панчевачки мост
- Крњача мост
- Крњача
- Себеш
- Овча[3]

Такт друге линије је 30 до 60 минута.
Поједини поласци друге линије полазе из Земуна и Београд центра и обухватају следећа стајалишта:
- Земун
- Тошин бунар
- Нови Београд
- Београд центар

### Трећа
Трећа линија БГ воза је покренута 1. септембра 2019. године на линији Београд центар—Младеновац. За сада, постоје свега по три поласка у оба смера дневно (радним данима, викендом је реч о по два поласка).
Стајалишта треће линије су:
- Овча
- Себеш
- Крњача
- Крњача мост
- Панчевачки мост
- Вуков споменик
- Карађорђев парк
- Београд центар
- Раковица
- Кнежевац
- Кијево
- Ресник
- Рипањ колонија
- Рипањ
- Клење
- Рипањ тунел
- Раља
- Сопот космајски
- Влашко поље
- Младеновац

Поједини поласци треће линије полазе из Земуна и обухватају следећа стајалишта:
- Земун
- Тошин бунар
- Нови Београд
- Београд центар

### Четврта
15. децембра 2019. је почела да саобраћа четврта линија система на релацији Овча
Стајалишта четврте линије су:
- Лазаревац
- Вреоци
- Степојевац
- Лесковац Колубарски
- Велики Борак
- Барајево центар
- Барајево укрсница
- Бела река
- Ресник
- Кијево
- Кнежевац
- Раковица
- Карађорђев парк
- Вуков споменик
- Панчевачки мост
- Крњача мост
- Крњача
- Себеш
- Овча

Поједини поласци четврте линије полазе из Земуна и обухватају следећа стајалишта:
- Земун
- Тошин бунар
- Нови Београд
- Београд центар

## Даљи развој и контроверзе
Представљајући мастер-план саобраћајне инфраструктуре Београда до 2033. године, Синиша Мали је најавио и трећу и четврту линију система (напомена: ова најава је начињена годинама пре него што су реализоване и најављене руте према Младеновцу и Лазаревцу). Према овом плану, једна линија би повезала Сурчин са Новим Београдом, укључујући и будућу станицу на аеродрому Никола Тесла (кад пруга до њега буде изграђена), а друга Макишко поље и Карабурму, и то уз употребу већ постојећег тунела испод Карабурме, који би за ове потребе био реконструисан. Ипак, из Секретаријата за јавни превоз је најављено да ће једна линија већ до 2021. године повезати центар Београда са аеродромом, а четврта Макиш и Аду Хују.
Целокупни систем треба блиско да кореспондира будућем Београдском метроу.
На сам дан покретања друге линије (13. априла 2018. године) је дошло до извесних контроверзи. Најпре, према тада актуелном реду вожње, линија је требало да се простире од самог почетка на привременој релацији Ресник—Овча, но у веома кратком временском интервалу пре покретања је објављено да ће се ипак кретати главном трасом (Ресник—Београд центар). Како реконструкција пруге још увек није била окончана, а на траси је био само један воз, дошло је до озбиљног кашњења и успореног кретања. Ово је објашњено: „изузетно компликованим укрштајем састављеним од четири тзв. „енглеске скретнице”. Већ наредног дана, пак, убачена је и друга гарнитура на трасу, те је овај проблем решен.
Ипак, на отварању четврте линије БГ воза, заменик градоначелника Београда, Горан Весић је, дефинишући БГ воз као „лаку градску железницу независну од метроа” изјавио да ће се најпре градити нова пруга, која би повезала Макиш преко Раковице са постојећим тунелом на Карабурми, а тек онда пругу до Сурчина.
Градоначелник Београда, Синиша Мали је у априлу 2016. године најавио могућност да се БГ воз продужи и до Панчева, односно да се фактички врати линија Беовоза која је постојала раније. Ово је, пак, постало предметом контроверзи крајем те године, када је уместо до Панчева, прва линија продужена само до Овче, док је уведена доста кратка међуградска линија Овча—Панчево–Војловица, која се, пак, засебно тарифира у оквиру система Србија воза. Надлежни су ово правдали различитим чињеницама.
БГ воз тренутно има велики проблем са наплатом вожње (валидатори карата су често разлупани), због чега је средином септембра 2016. године (на станицама Карађорђев парк, Вуков споменик и Панчевачки мост) отпочело постављање станичних рампи, кроз које може да се прође само са валидним „Бус плус” картама. Ипак, тренутно, ове рампе су у функцији само на станицама Панчевачки мост, Вуков споменик и Карађорђев парк.
Неколико пута је систем бивао привремено обустављан или ограничаван из различитих разлога. Најзначајнија блокада се догодила крајем јануара и почетком фебруара 2017. године, када су радници предузећа Фул протект, ангажованог на обезбеђењу инфраструктуре, блокирали пругу на излазу из железничког депоа у Земуну, услед чега су возови функционисали веома отежано.
Овај штрајк је окончан после преговора са надлежним органима 3. фебруара.
Независно од самог система БГ воза, после укидања пређашњег Беовоза, челници Београда и Панчева су више пута разматрали како би проблем железничке везе ова два града могао да буде решен. По завршетку реконструкције пруге Београд—Панчево, уведена је најпре линија Овча—Панчево–Војловица, која је подразумевала преседање са прве линије БГ воза. Ступањем на снагу реда вожње у децембру 2017. године, ова линија је укинута.
Ипак, у интервјуу 1. јануара 2018. године, градоначелник Панчева, Саша Павлов је најавио како град планира да до 1. марта покуша да тзв. „нултим ребалансом” преусмери буџетски вишак из 2017. године на сопствено финансирање линије Панчево—Батајница, коју је претходно Србија воз оценио као економски неисплативу. Према Павловљевим речима, град би на годишњем нивоу издвојио око 80 милиона динара за ову линију, уз процену економске исплативости, јер би град самостално вршио наплату карата. Ипак, за сада ова линија још увек није заживела.
У будућности су планиране још три линије до Националног стадиона Сурчин, Аеродрома Николе Тесле, Обреновца, Макиша, Карабурме, као и куповина нових 9 гарнитура.